# Drino macarensis
Drino macarensis är en tvåvingeart som först beskrevs av Townsend 1928.  Drino macarensis ingår i släktet Drino och familjen parasitflugor.
Artens utbredningsområde är Peru. Inga underarter finns listade i Catalogue of Life.